# Кабатня
Кабатня (укр. Кабатня) — село на Украине, находится в Ильинецком районе Винницкой области.
Код КОАТУУ — 0521281206. Население по переписи 2001 года составляет 214 человек. Почтовый индекс — 22727. Телефонный код — 4345.
Занимает площадь 1,04 км².

## Адрес местного совета
22727, Винницкая область, Иллинецкий р-н, с.Васильевка, ул.Ленина, 10